# Jarovaja
La Jarovaja (in russo Яровая?) è un fiume dell'Estremo Oriente russo, affluente di sinistra del Bol'šoj Anjuj. Scorre nel rajon Bilibinskij del Circondario autonomo della Čukotka.

## Descrizione
Il fiume ha origine nella parte sud-est della catena Kurinskij. La direzione generale del flusso del fiume è settentrionale: nel basso corso scorre verso nord-est, dopo un ampio giro svolta verso nord-ovest e poi si dirige a nord fino a sfociare nel Bol'šoj Anjuj a 97 km dalla foce. La sua lunghezza è di 363 km, l'area del bacino è di 4 170 km².   La portata d'acqua media è di 23,8 m³/s. Il suo maggior affluente è il Chetačan (lungo 112 km), proveniente dalla sinistra idrografica.